# ETCS
ETCS (European Train Control System) は、ヨーロッパの鉄道における信号などを含む統一列車制御システムの名称である。
ETCSは、欧州連合 (EU) が中心になって開発している“ERTMS”（European Rail Traffic Management System）の一部と位置づけられている。
ETCSプロジェクトに参加しているのはヨーロッパの鉄道事業者、鉄道産業界、鉄道関係の研究機関、EUや各国政府機関など多岐にわたっており、非常に大きなプロジェクトとなっている。

## 背景
ヨーロッパの鉄道は、各国で個別に構築され発展してきたという歴史的背景から、車両や線路の規格、電化方式、信号システテムから複線での進行方向に至るまで、様々な部分で国による相違がある。そのため、複数の国にまたがって運行される国際列車は、ヨーロッパ共通規格の客車（RIC規格）や貨車（RIV規格）を使用するが、国境を越える際には牽引する機関車を国境駅で付け替える方式で長年にわたって運行されてきた。
しかし、この方法では国境を越える毎に機関車を付け替えなければならず、その手間がかかることや、スピードアップの障害となる。そこで、ヨーロッパの鉄道では、国境を越えて自由に列車が行き来できる相互運用性（インターオペラビリティ）を確保する努力が続けられてきた。機関車や電車や気動車を、多くの国で運用可能なように規格を共通化することや、複数の電源方式に対応した複電圧式の電車・電気機関車の開発が、それである。
信号システムに関しては、電化方式や規格以上に国ごとの共通性がなく、しかも一つの国に複数の信号システムが存在する場合もあり、一つの機関車に、その機関車が運用される国の全ての信号システムを搭載しなければならない場合も数多く存在する。
ヨーロッパの鉄道における相互運用性の向上のためには、ヨーロッパで統一された信号システムの開発が必須であり、その結果、1990年代前半から、世界鉄道連合（UIC）が中心となって、ヨーロッパ統一信号システムの仕様策定と開発に着手することになった。これが“ETCS”である。

## 歴史
1980年代末までヨーロッパの鉄道機関はそれぞれの鉄道保安システムを改善或いは構築しようとして、国際的な汎用システムはまだ企画されなかった。列車の国境滞留時間と費用を減らすために汎ヨーロッパの鉄道保安システムが登場して1990年代初期に発展し始めた。1989年12月4日と5日に欧州共同体会員国交通省大臣達が集まって汎ヨーロッパの高速鉄道路線網に関する基本計画を立てて、その計画で「欧州列車制御システム」の概念が言及された。委員会は計画案を欧州連合理事会に提出して、理事会はそれを高く評価し1991年6月29日の指令91/440/EWG号で高速鉄道運行の国家相互運用可能性（Interoperabilität）について要件の一覧を考案するのを決定した。1991年6月に了解覚え書きが既にベルンで調印されて、鉄道会社と産業界の経営者達はETCSを新しい列車制御・保安システムとして指定して開発する意向を明らかにした。1995年には開発計画が立てられ、そこでERTMSの概念が初めて言及された。
鉄道制御システムの商用化は特に相互運用可能性に関する技術明細事項（Technische Spezifikationen für die Interoperabilität, TSI）の適用を規定したEU国家調達法（Vergaberecht der Europäischen Union）により追進されるべしであった。1996年指令96/48/EG号で欧州横断高速鉄道システムに必要な部分システムの技術明細事項の展開が取り決められた。列車措定、列車保安、信号現示向けの技術明細事項は自動列車保安システムであるETCSと国際鉄道移動通信規格に指す。国際鉄道連合は欧州鉄道研究機関（European Rail Research Institute）に1991年以後に最初にETCS向けの技術明細案を考え出すのを依頼した。1996年以来ERTMS使用鉄道機関グループは技術明細案を担当して、六つのヨーロッパ鉄道機関が共同の利益で結束し、その技術明細案はヨーロッパ列車保安技術の製造社連合である信号保安産業協会（Union Industry of Signalling, UNISIG）によりさらに進んで発展した。さらに欧州鉄道機関は共通の鉄道安全規格発展を促進するために各国鉄道庁のタスクフォースを構成した。そして運行承認手続きを単一化するために指名試験機関（英語: Notified Body, NB）のタスクフォースも構成された。スイスは既に相互運用可能性に関するEUの指令を受容した。
1999年以来ETCSの試験はイタリア鉄道、ドイツ鉄道、スイス連邦鉄道、オーストリア連邦鉄道において行われた。同じ年に予備プロジェクトがブルガリアのソフィア - ブルガス区間及ドイツのびルートヴィヒスフェルデ - ユーターボーク - ハレ・ライプツィヒ区間で開始された。2002年4月にETCSレベル2の装置がスイスで最初に運用された。同じ年にETCS車上装置及び地上装置が非ヨーロッパ圏国家にも供給された。2005年3月17日ヨーロッパ鉄道産業界連盟、欧州鉄道及び施設運営会社連合（CER）、EIM、UICは欧州委員会（EU commission）と共に欧州鉄道網にERTMS及びETCSを設置することに関する了解覚え書きに署名した。2006年3月にはその覚え書きを基礎として、六つの貨物輸送の幹線にETCSを設備するのが厳密に考察された。2007年には1739 kmの鉄道路線と852両の車両に商用化されたETCSが既に装着されて、28000 kmの鉄道路線のETCS設備が計画或いは依頼された。自動列車制御装置としてすでに開発されたレガシーシステムはETCSと関連性ある部分を例外として実質的に中止された。2008年6月に別の了解覚え書きは、緊密な共同作業を確立しETCS開発を促進するために、欧州委員会と様々な鉄道機関の間に締結された。
ETCSは2013年9月に34個国で運用中或いは計画中であった。およそ68000 kmの路線の設置契約が締結されて、その中の半分がヨーロッパにあった。それは全世界の鉄道路線距離の4 ％に相当する。2017年7月5日まで欧州委員会の会員国は国家別ETCS置き換え計画を提出するべきであった。それを基礎としてデータベースが生成される予定である。置き換え計画は少なくとも15年持続して、5年おきに更新される。

## ETCSの動作と構造

ETCS地上無線基地局と車上装置コンピューターの間のデータ送受信概念図

運転士・車両インターフェース（左: 速度計、右: 目先の標識、左下: 他の運行情報）

ETCSは特に許容速度以下かどうかを監視するが、路線上の列車の適合性、特殊な運用規則の遵守も見張る。ETCS装着車両が走行するために、システムの運行許可指令が必要である。運行指令は規定上線路にある「ユーロバリーズ」（Eurobalise）或いはGSM-R送受信機、希にはユーロループ（Euroloop）を通じて伝達される。ETCS車上装置ユニット（英: Onboard Unit, OBU）は情報をチェックして、危急時停止装置を自動に作動させ列車を危険な地点の前に停止させる。ほとんどの場合、この情報は運転台の計器と表示灯に表示される。
35個の運用主体の設定可能な国家別パラメーター値（National Value）を用いてETCS運用の規定と原則が表示される。その結果、システムは国家別に違う様態を示す。
ETCSの本質的な要素は以下のように構成されている。
- ユーロバリーズは点制御方式のデータ回線地上装置で、列車通過の場合に作動されてトランスポンダーのように情報を伝送する。バリーズは固定情報を伝達する固定情報バリーズ（Festdatenbalise）と流動情報向けで転換可能な透明情報バリーズ（Transparentdatenbalise）に分類される。

- ETCS車上装置の核心はヨーロッパ・ヴァイタル・コンピューターである。コンピューターは地上情報の収集を通じて運転士・機械インターフェース（Driver Machine Interface, DMI）の目的で情報を処理する。

- 車上装置は、マイルストーンとして作動するユーロバリーズと複合センサーを基礎としたETCSの機能（Odometrie）で、走行する車両の位置を指定する。

- 地上無線基地局（Radio Block Centre, RBC）は選択仕様で、動的情報と静的情報を考慮した走行認可の信号を出す。信号機、分岐器の位置と列車通行状況の現示などの動的情報は電子式信号扱い所から伝送される一方、静的な線路の特性は電子地図帳に投影されている。さらに分岐器、信号機、バリーズ、勾配と速度はRBCの例に属する[17]。

- ユーロループはETCSレベル1モードの車両に信号現示の変化を伝達できる、ケーブル基本構成の半連続情報伝達システムである。電線の導体が長さ100 m以上で環状形ケーブルの中に入って軌道に伸びている。ユーロバリーズと異なり、情報は列車の通過地点だけではなく環状形ケーブルの全長にかけて伝達される。

- 必要ならば、情報は規定によって車両に設置されたGSM-Rモデムを経て伝達されるようにする。規格化されたデーターの暗号化で車上装置コンピューターは地上無線基地局と、情報偽造と情報流失から保護されて互いに送受信できる。

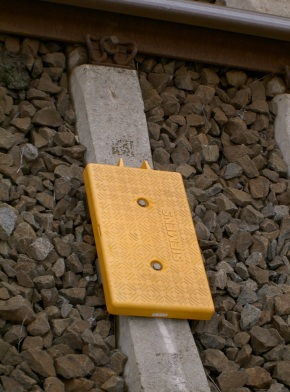
まくら木に装着されたユーロバリーズ（ドイツ）
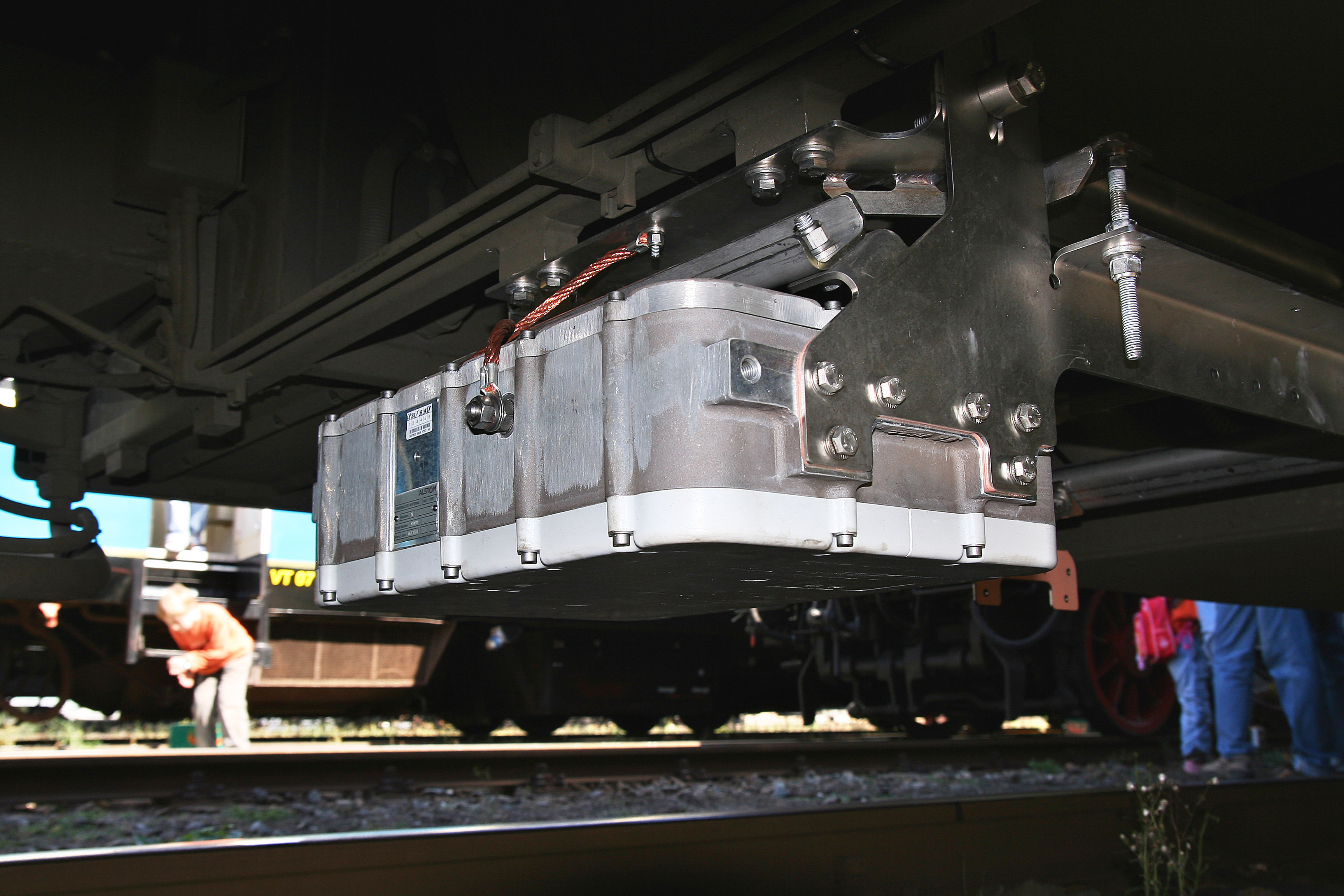
ドイツ189形電気機関車に装着されたETCSアンテナ
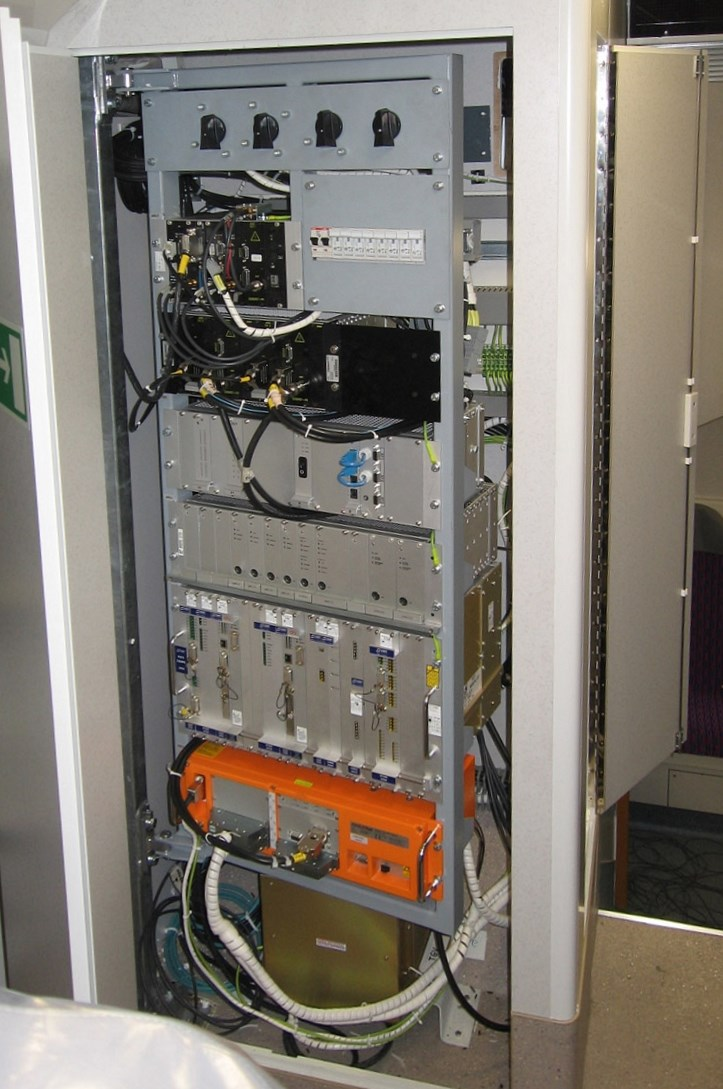
チェコ鉄道471系電車に装着されたETCSのヴァイタル・コンピューター
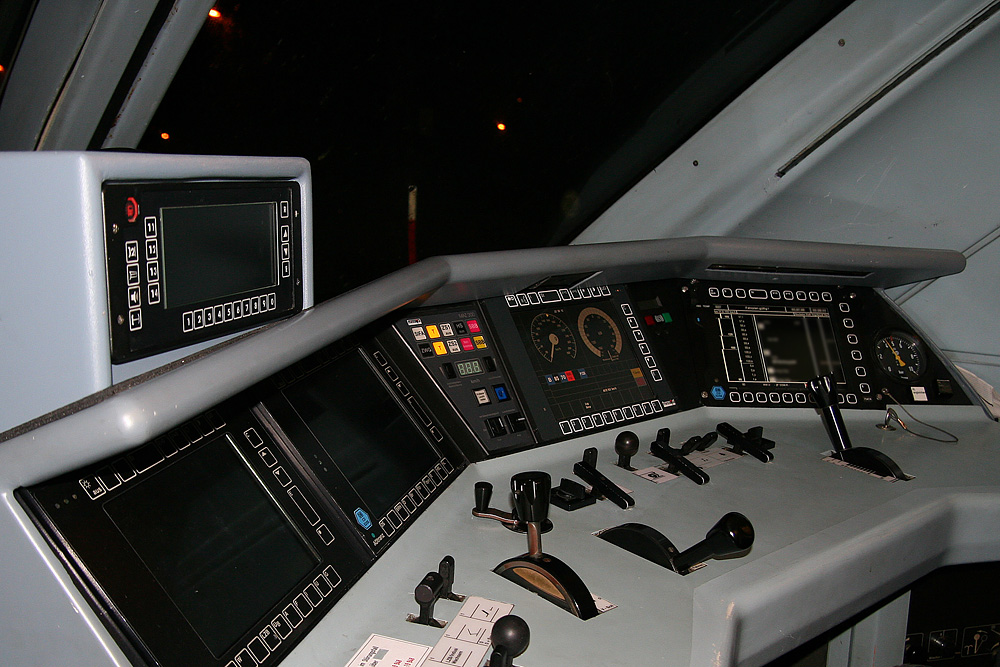
ETCSが装着されたICE 1の運転士・機械インターフェースで構成された運転台
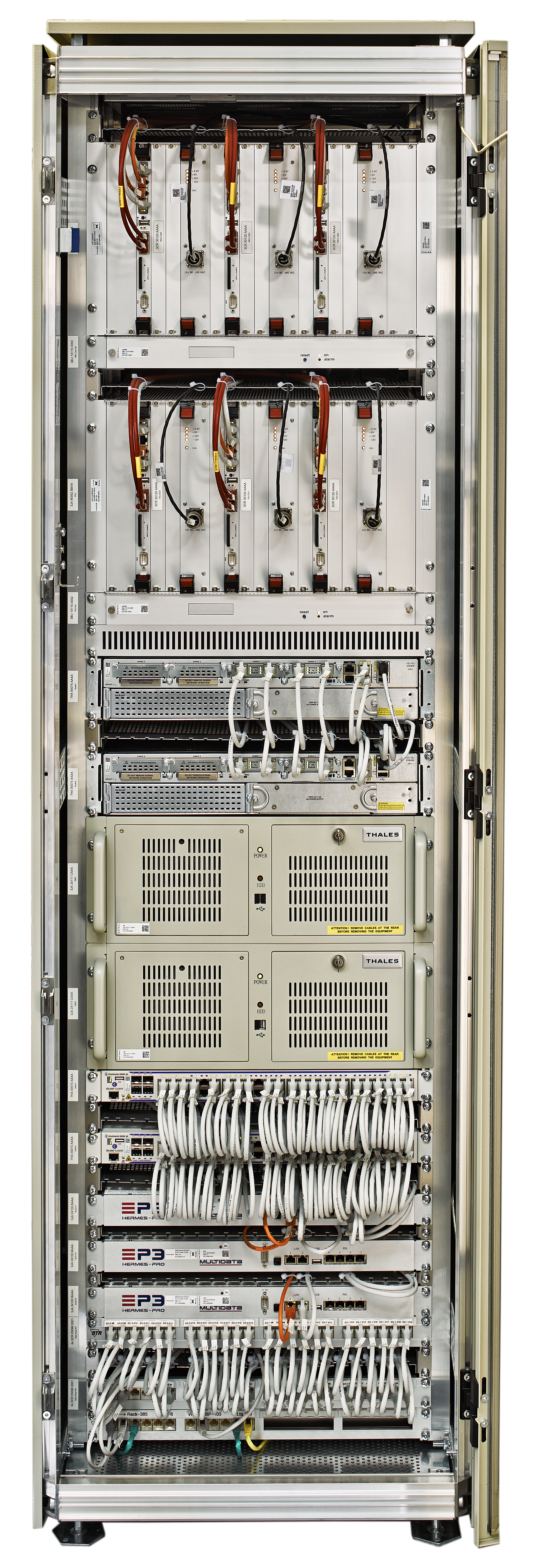
地上無線基地局（RBC）の機器（タレスグループ）

## ETCSの「レベル」
様々な路線経路の難易度、通行の様子、線路管理の要件を満足するために、ETCSの「レベル」が地上装置と車上装置の相互作用により定義されている。「レベル」によって機能は異なるが、各レベルは上位互換性が確保されることが条件となっている。即ち、上位レベルのシステムは下位レベルの機能を全て含む必要がある。
例えば、レベル2の装置の車両がレベル1の地上装置の区間で走行できる。逆にレベル2の地上装置の区間にはレベル1の装置の装着された車両の通行が不可能である。単一の鉄道路線にいくつかのレベルのETCSや固有の自動列車保安装置が設備できる。ETCSの送受信の技術仕様と基本運用方針はEU規格で規定されて、地上装置と信号扱い所の制御装置（Fahrdienstleiter）の場合には国家固有の解法と特殊規定が備えられている。

### ETCS Level 0
ETCSを搭載した車両がETCS対応の地上設備を備えていない路線を走行している状態をETCS Level 0と呼ぶ。この状態ではETCSの車上装置は車両の最高速度の監視のみを行い、運転士が地上信号を監視して運転を行う。
ある区間に国家固有の自動列車保安装置が設置され、それに対応する車上装置がETCSと関連されない場合、レベルは0が使用されねばならない。これは車両の走行中に作動される、或いは作動されない特別システムに関連して、それはその制御システムが、例えば作動開始や作動終了の場合、自動列車運転装置を始動するからである。

### ETCS Level STM
従来の信号保安装置とETCSの車上装置をSTM（Specific Transmission Module）と呼ぶ装置で繋ぎ、情報を読み替えてETCS車上装置を動作させる。既存の信号保安装置からETCSへの移行に用いるためのレベル。
新しいシステム設置に決定的なベースライン3版ではETCSレベルはNTC（National Train Control）として表示される。このように車上の信号センサーと軌道上の信号センサーおよび国家固有の伝達可能なコードが使用される信号センサーがより正確に区別される。運転士はすべての場合に機器運用モード（Betriebsmodus）を選択せねばならない。
STMレベルの地上装置は既存の信号機制御技術に適合して、ETCS車上装備ユニットに対して標準化されたインターフェース範囲が限定されている。STMレベル装置は国家別地上装置から伝達されたデータを受信し加工する。車上装備ユニットは「SNモード（Modus STM National）」に入って、監視機能はSTMレベル装置が引き受ける。
STMレベルの開発は複雑度によって費用と時間のかかる可能性もある。装置改良の場合、既存で承認された独自システムを最小限の変更でETCSシステムと連結して承認に必要な、より少ない努力でETCSの利点を取ることが試されている。新製品車両や改造車両の場合、取引先の業者は自動列車保安装置の技法を列車運用と診断技法に緊密に連結しようと努めている。装置製造者は従ってモジュール方式のSTMレベルの部品ユニットを供給する。運転士には標準化された、DMIを通じる運用方式がある。ETCSシステムは線路上でレベルが変わる場合、車上装置システムの切換えを自動に起こして監視する。車両の走行中に切換えできない列車保安装置はETCSレベル0だけで相互に運用できる。

### ETCS Level 1

ETCSレベル1の作動方式（信号灯と結合された場合）

地車間通信にトランスポンダ（地上子）を利用した方式で、日本のATS-Pに相当する。ATS-Pと異なり、標準では車内信号方式であるが、地上の信号機を存置することもできる。地上と車上の通信はユーロバリーズ（Eurobalise）を介して行う。レベル1は線路と車両の間に「不連続に」起こる送受信とみなされる。
車両側には“European Vital Computer（EVC）”と呼ばれる車載コンピュータを搭載し、“ETCS Trainborne”と呼ばれる車載側システムで、地上から受け取った信号現示や開通している進路の情報を元にブレーキパターンを計算して保持し、列車制御を行う。列車の位置検出は軌道回路によって行う。なお、列車の運転間隔を詰めるためEurobalise同士をループ回線で結び、進行現示時に直近のEurobaliseからブレーキパターンをキャンセルできるような構成も仕様として定義されている。ベースライン3が出る前にGSM-Rを通じる保安信号の伝達方式は企画されていないが、バリーズでは信号が両方向に交換されている。
GSM-Rの区間別活用はETCSレベル1にベースライン3の仕様以後に可能となって、2017年にイタリアの鉄道で試験される予定であった。列車が停止現示の主信号機の遠方信号情報を受けた後に信号機に至る前に「走行信号」を受信すると、より流動的な運用プロセスが可能となる。列車は信号機のバリーズまで到達する必要なくて、車上装置がその信号を読むこともない。
バリーズからの最も重要な情報は線路の勾配、最高速度、列車が止まるべきの場所である。この情報はETCSのモードと共に走行認可（Movement Authority）を形成する。その認可を通じてETCSの車上装置は許容速度及び予定進路の遵守を見張って、各国家で決定された軌道形状と信号機間隔と無関係に、適時に自動列車停止装置を作動する。

### ETCS Level 2

ETCSレベル2の作動方式（信号灯の無い場合）

ETCSレベル2は車両とRBCの間の通信にデジタル無線を利用した方式で、ETCS Level 1の上位互換システムである。日本のデジタルATCに相当する。デジタルATCではレール伝送により通信を行うが、ETCS Level 2では地上の無線基地局（RBC：Radio Block Center）と車載アンテナの間で、GSM-Rと呼ばれるGSMを鉄道用に改良したデジタル無線によって行う。
列車の位置検出は加速度センサや速度発電機などによって車上で行われ、ユーロバリーズは位置情報を補正するために使用される。列車の現在位置情報を常に無線基地局に報告することによって信号システムが動作する。ただし、車両の遺留検知のために軌道回路は残される。地上装置がレベル1に相応しくない場合には、バリーズは固定したデータを伝送する。
車両の空いている区間に関する情報は、レベル1の場合と同じく、運転指令所（Stellwerk）から位置検知装置を通じて処理され、ECTSセンターに引き渡される。線路区間は従来の保安技術の場合と同じ様に閉塞区間に分割される。閉塞区間がそこで連結された防護区間（Schutzabschnitt）を含めて他の列車に占有されなくて空いている場合に限って、列車は次の閉塞区間へ進行するのができる。

### ETCS Level 3

ETCSレベル3の作動方式

ETCS Level 2の上位互換システムである。日本のATACSに相当する。列車制御に必要な情報は全て車両側に搭載し、地上の無線基地局とGSM-Rで通信することにより移動閉塞を実現する。軌道回路やケーブルや地上の信号機は不要となる。車両の遺留検知機能は車上側に移され、各列車は編成分離が発生していないことを保証しなければならない。
Eurobaliseは列車の位置情報を補正するために使用する。
走行区間を離散的に分割する方式は変わらず残って、地上装置の車両不在信号の放棄により区間の長さが相当に短縮されて、通信機能は全般的に向上した。区間分割は移動閉塞のように省略できて、その場合RBCは最終的に運転指令所の仕事を引き受けることとなる。移動閉塞ソリューションは今まで実現されなくて、RBCと運転指令所の混合方式がスイスで初期段階として開発中である。
ETCSレベル2をレベル3へ移す解法として、仮想閉塞区間の導入が提案されている。既存の地上装置により車両不在の情報が表示された区間の中で一つ或いは幾つかの仮想閉塞区間ができて、ECTSレベル2の車上装置及び最後尾検知装置（End of Train Detection）が装着された列車に信号が確かに伝達されるのが可能である。既存の地上装置と仮想閉塞システムの混合されたシステムは「ETCSハイブリッドレベル3」と呼ばれる。また低費用のレベル3は「支線向けの欧州鉄道交通管理システム（ERTMS Regional）」として開発された。

## ETCSのモード
鉄道車両のETCSモードは車上装置コンピューター（EVC）の現在運用状態を記号で表し、運転台のディスプレーに表示される。モードと機能はレベルと関連して標準化されている。モードの省略と追加は他の車上装置および地上装置のソフトウェア・ヴァージョンの範囲内に可能である。全てのモードがそれぞれのレベルで活用されることはない。
| 略語と符号             | 定式名称                           | 適用レベル      | 説明 |
| ---------------------- | ---------------------------------- | --------------- | --- |
| 平常時の走行           |                                    |                 | |
| FS                     | Full Supervision （完全指示）      | 1, 2, 3         | 列車はETCSにより完全に指示される。このモードの前提条件は、早くても列車が初めのEurobaliseを通過する後で与えられる有効走行許可である。制限指示とはことなく、全ての信号装置の状態はこのモードでは既知である。                                                                    |
| LS                     | Limited Supervision （制限指示）   | 1, 2, 3         | 列車はETCSにより部分的に指示される。信号装置の状態がETCS装置に認識されるとは限らないので、さらに、運転士には信号現示に注意する義務がある。このモードはSRSの3.0.0ヴァージョンでは新たなる。                                                                                    |
| OS                     | On Sight                           | 1, 2, 3         | 列車はETCSにより指示されるものの、運転者は前を一度見て列車を運転する。特定閉塞区間が空いているのが保証できない時に、たとえば占められる閉塞区間に進行する場合にこのモードが生じる。                                                                                            |
| SH                     | Shunting （入換）                  | 0, 1, 2, 3      | 入換のモード。 |
| 重連運転               |                                    |                 | |
| NL                     | Non Leading（非牽引）              | 0, NTC, 1, 2, 3 | ETCS装置付きの列車の中では運転士がいるが、先頭車に居なくて列車を運転しない。この運転モードは本務機関車（Vorspannlokomotiv）の後ろの補助機関車あるいは後ろ押しの補助機関車の投入で活用される。                                                                                 |
| SL （符号無し）        | Sleeping （ETCS装置無し）          | 0, NTC, 1, 2, 3 | ETCS装置付きの列車が他の車両と併結されて、その列車に運転機能が伝達される。主導車両（Führungsfahrzeug）は必ずETCS装置で制御される必要はない。従属車両では運転士がいなくて、従属車両のコンピュータがユーロバリスからの情報を判読する。                                          |
| PS （符号無し）        | Passive Shunting（手動入換）       | 0, NTC, 1, 2, 3 | 手動式の入りかわり中の車両は運転機能の伝達されて同じく入れ替えされる、他の車両と併結されている。主導車両は入換モードとなる。 ※このモードはSRS3.0.0ヴァージョンで新たに導入された。                                                                                            |
| ETCS未設置区間         |                                    |                 | |
| SE （符号無し）        | STM European（STMレベル）          | STM             | 線路に設置された、従来の国内向けの保安システム情報はSTM装置により判読されて、規格化されたインタフェースを経てEVC装置に伝達される。車両のEVCは情報を判別して、結果的に監視機能を引き受ける。 ※このモードは製造者により実行されなくて、SRS3.1.0ヴァージョンで取り止めになった。 |
| SN                     | National System（国家別システム）  | NTC             | 線路に設置された、従来の国内向けの自動列車保安システムの情報はSTM装置により判読・処理される。STM装置は独立的に監視機能を引き受けて、ETCSにより規格化されたインタフェースを経て用意されている、最大でいくつかの機能を活用する。                                                |
| UN                     | Unfitted（不適当）                 | 0               | 最高制限速度だけがETCSにより監視される。ETCSは必要により設置された地上子（Balise）から情報を受けて現在のレベルを他のレベルに切り変える。 |
| システム障害の再発     |                                    |                 | |
| SR                     | Staff Responsible（乗務員責任）    | 1, 2, 3         | 鉄道車両運転者は運行経路の注意・監視に責任があり、ほとんどの国家では、まだETCSにより監視される場合、許容速度が30 km/hである。線路上で何の運行許可（Movement Authority）が与えられない場合、このモードは始まる。                                                               |
| 危険状況               |                                    |                 | |
| TR                     | Trip                               | NTC, 1, 2, 3    | 列車が止まって運転士が歯止め（trip）を確認するまでに、自動列車停止装置が有効で正常的に作動する。 |
| PT                     | Post Trip                          | 1, 2, 3         | 運転士が歯止めを確認した後のモードである。列車停止が解消されても、列車はまだ走行権限がない。必要なら列車は過ぎた信号灯の前に移動するために少し後退できる。 |
| RV                     | Reversing（逆走行）                | 1, 2, 3         | 列車は、例えば障害あるいは危険ある線路を空にするために、逆方向に走行するのが許される。このモードは2007年末に開通されたロェチュベルク基底トンネル区間で初めに適用された。 |
| 障害状態および運転状態 |                                    |                 | |
| SB                     | Stand By（待機）                   | 0, STM, 1, 2, 3 | ETCS車上装置は電源入りの後に待機モードとなる。このモードの場合、ETCSは停止状態の車両を監視する。運転士が他のモードを選択してあるいは車両が進むと自動で認識してモードがそこからSLに変わるのを通じて、車両はSBモードから抜け出す。                                              |
| SF                     | System Failure（システム・エラー） | 0, NTC, 1, 2, 3 | ETCS装置に内部のエラーが発生する。非常ブレーキ（自動列車停止装置）が作動中である。 |
| IS （符号無し）        | Isolation（非接続）                | 0, STM, 1, 2, 3 | ETCS装置は外部と接続されていない。 |
| NP （符号無し）        | No Power（停止）                   | 0, NTC, 1, 2, 3 | ETCS装置の電源が消えている。 |

## ヨーロッパの採用路線
ETCSの設置された路線は次の一覧表に示されている。
| 設置年度 | 国家別路線網                    | 設置路線                                        | ETCSレベル | 備考                                                                                |
| -------- | ------------------------------- | ----------------------------------------------- | ---------- | ----------------------------------------------------------------------------------- |
| 2000     | RFI                             | フィレンツェ・カムポ・ディ・マルテ - アレッツォ | レベル1    |                                                                                     |
| 2000     | SNCF                            | Marles-en-Brie–Tournan                          | レベル1    |                                                                                     |
| 2001     | BDZ                             | ソフィア - ブルガス                             | レベル1    |                                                                                     |
| 2002     | SBB                             | フィレンツェ・カムポ・ディ・マルテ -            | レベル2    |                                                                                     |
| 2003     | ÖBB                             | ウィーン - ニッケルスドルフ                     | レベル1    |                                                                                     |
| 2004     | SBB                             | Mattstetten-Rothrist線 Solothurn-Wanzwil        | レベル2    |                                                                                     |
| 2005     | DB                              | Halle (Saale)/Leipzig–Juterbog–Berlin           | レベル2    |                                                                                     |
| 2005     | RFI                             | ローマ - ナポリ高速線                           | レベル2    |                                                                                     |
| 2006     | RENFE                           | マドリード-バルセロナ-フランス国境高速鉄道線    | レベル1    |                                                                                     |
| 2006     | RFI                             | トリノ-ミラノ高速線                             |            |                                                                                     |
| 2007     | BLS                             | ロェチュベルク基底トンネル                      | レベル2    |                                                                                     |
| 2007     | Infrabel                        | リエージュ - ヴァールホルン                     | レベル2    | 車上装置の不足のため2009年以降運営                                                  |
| 2007     | ProRail                         | ロッテルダム港 - ゼーヴェナール                 | レベル2    |                                                                                     |
| 2009     | BLS                             | アンカラ - イスタンブール高速線                 | レベル1    | 2009年3月13日以降運営                                                               |
| 2009     | ŽSR                             | Svätý Jur–Nové Mesto nad Váhom                  | レベル1    | 2010年末定期時刻表変更以降運営                                                      |
| 2009     | ProRail                         | スキポール空港駅 - アントウェルペン             | レベル2    | 最高速度300 km/hの国際鉄道                                                          |
| 2010     | Trafikverket スウェーデン交通省 | ボットニア線                                    | レベル2    | 2010年末以降運営                                                                    |
| 2010     | スウェーデン交通省              | 西ダラルナー線                                  | レベル3    | 試験運営                                                                            |
| 2011     | ÖBB                             | ヴェルス - パッサウ線                           | レベル1    | ETCS装置の設置工事は2011年末まで実行されて、システムは2012年9月より運営されている。 |

## 業界団体UNISIG
UNISIGとは、ETCSシステムの開発・製作・販売・サポートを行う業界団体である。現在、以下の6社が加盟している。カッコ内は製品名。
- アルカテル（AlTrac ETCS）
- アルストム（ATLAS）
- アンサルド
- インベンシス
- シーメンス（Trainguard）
- ボンバルディア（INTERFLO）

## 日本国内の対応
国際鉄道連合（UIC）では、鉄道技術の国際標準化の動きを進めており、この一環としてETCS/ERTMSを信号保安システムの世界標準としようという動きがある。これが実現すると、日本の鉄道技術、特に信号保安技術が世界標準から外されて打撃を受けるという強い懸念がある。このため、これに対抗して東日本旅客鉄道（JR東日本）が開発したATACSの標準化を進めようという動きがある。
一方、日立製作所のヨーロッパにおける鉄道事業部門では、日本の首都圏や新幹線向けに開発した自動列車保安装置をベースにETCS互換の保安装置を開発し、イギリスのネットワーク・レールと共同で2010年から2011年にかけて実証実験を行うことを発表している

## ヨーロッパ以外の展開と国際規格化
アジアでは、中国ではLevel1,2、インド、台湾、韓国、トルコではLevel1を採用する動きがある。
中国では、広州〜深圳〜香港の高速旅客専用線において、日立製作所と現地の業者との共同開発による上下一体のETCSが、採用、製造される模様。